# Індо-парфянське царство
Індо-парфянське царство — історична держава, що існувала від кінця I століття до н. е. до середини II століття н. е. на території сучасних Афганістану, Пакистану та Північної Індії.
Індо-парфянські правителі представляли династію Суренів, засновником якої був Гондофар. Упродовж майже всієї історії існування держави її столицею була Таксила (сучасний Пакистан), але в останні роки перед падінням царства столицю було перенесено до Кабула.

## Правителі
- Гондофар (20—10 до н. е.)
- Абдагас (початок I століття)
- Сатавастр (бл. 65—70)
- Сарпедон (бл. 70)
- Ортагнес (бл. 70)
- Убузан (бл. 77)
- Санабар (бл. 80)
- Сас або Гондофар II (бл. 85)
- Абдагас II (бл. 90)
- Пакор (бл. 100)